# Stemonosudis siliquiventer
Stemonosudis siliquiventer is een straalvinnige vissensoort uit de familie van barracudinas (Paralepididae). De wetenschappelijke naam van de soort is voor het eerst geldig gepubliceerd in 1970 door Post.